# الیکایی نایس‌فورو
الیکایی نایس‌فورو (نام علمی: Thryothorus nicefori) نام یک گونه از تیره الیکایی است.